# Championnats d'Europe de gymnastique acrobatique 2025
Navigation
Varna 2023 2027
Les championnats d'Europe de gymnastique acrobatique 2025, trente-deuxième édition des championnats d'Europe de gymnastique acrobatique, ont eu lieu du 16 au 20 avril 2025 au Centre national sportif et culturel D'Coque à Luxembourg. 
La compétition par groupe d'âge à quelques jours avant du 10 au 13 avril alors que les championnats juniors sont organisés en parallèle de la compétition sénior.

## Podiums
| Épreuves        | Or                                                               | Or     | Argent                                                                            | Argent | Bronze                                                                            | Bronze |
| --------------- | ---------------------------------------------------------------- | ------ | --------------------------------------------------------------------------------- | ------ | --------------------------------------------------------------------------------- | ------ |
| Paire masculine |                                                                  |        |                                                                                   |        |                                                                                   |        |
| Général         | Espagne- Jose Moreno - Juan Daniel Molina                        | 84.660 | Azerbaïdjan- Daniel Abbasov - Murad Rafiyev                                       | 84.600 | Portugal- Miguel Lopes - Goncalo Parreira                                         | 83.570 |
| Statique        | Espagne- Jose Moreno - Juan Daniel Molina                        | 28.620 | Azerbaïdjan- Daniel Abbasov - Murad Rafiyev                                       | 28.570 | Portugal- Miguel Lopes - Goncalo Parreira                                         | 28.170 |
| Dynamique       | Portugal- Miguel Lopes - Goncalo Parreira                        | 27.890 | Azerbaïdjan- Daniel Abbasov - Murad Rafiyev                                       | 27.730 | Bulgarie- Georgi Stoyanov - Panayot Dimitrov                                      | 27.510 |
| Paire féminine  |                                                                  |        |                                                                                   |        |                                                                                   |        |
| Général         | Ukraine 1- Anhelina Cherniavska - Ruzanna Vercheruk              | 83.080 | Royaume-Uni 1- Lydia Mulvey - Jessica Flay                                        | 82.890 | Israël 2- Maya Velner - Rony Cohen                                                | 82.760 |
| Statique        | Belgique- Silke Macharis - Maysae Bouhouch                       | 28.520 | Portugal 1- Beatriz Carneiro - Ines Faria                                         | 28.030 | Ukraine 1- Anhelina Cherniavska - Ruzanna Vercheruk                               | 27.480 |
| Dynamique       | Ukraine 1- Anhelina Cherniavska - Ruzanna Vercheruk              | 27.920 | Royaume-Uni 1- Lydia Mulvey - Jessica Flay                                        | 27.850 | Belgique- Silke Macharis - Maysae Bouhouch                                        | 27.780 |
| Paire mixte     |                                                                  |        |                                                                                   |        |                                                                                   |        |
| Général         | Israël 1- Amy Refaeli - Yonatan Fidman                           | 86.000 | Ukraine 2- Ivan Labunets - Yevfrosyniia Kryvytska                                 | 85.590 | Allemagne- Diana Lust - Daniel Blintsov                                           | 84.550 |
| Statique        | Ukraine 2- Ivan Labunets - Yevfrosyniia Kryvytska                | 28.950 | Israël 1- Amy Refaeli - Yonatan Fidman                                            | 28.790 | Allemagne- Diana Lust - Daniel Blintsov                                           | 28.680 |
| Dynamique       | Azerbaïdjan 2- Aghasif Rahimov - Raziya Seyidli                  | 28.980 | Israël 1- Amy Refaeli - Yonatan Fidman                                            | 27.920 | Portugal 2- Guilherme Henriques - Lara Fernandes                                  | 27.870 |
| Groupe Hommes   |                                                                  |        |                                                                                   |        |                                                                                   |        |
| Général         | Israël 1- Or Abraham - Lior Borodin - Rotem Amihai - Tomer Offir | 85.180 | Royaume-Uni- Louis Alexander - Freddie Turner - Rex Booth - Samuel Ditchburn      | 83.960 | Allemagne- Andreas Benke - Pascale Dressler - Carl Frankenstein - Aaron Borck     | 83.930 |
| Statique        | Belgique- Ayden Dupont - Lars Maes - Kobe Multael - Tibe Tossen  | 27.940 | Ukraine- Yurii Savka - Taras Yarush - Yurii Push - Stanislav Kukurudz             | 27.910 | Azerbaïdjan- Abdulla Al-Mashaykhi - Riad Safarov - Rasul Seyidli - Seymur Jafarov | 27.830 |
| Dynamique       | Israël 1- Or Abraham - Lior Borodin - Rotem Amihai - Tomer Offir | 28.880 | Azerbaïdjan- Abdulla Al-Mashaykhi - Riad Safarov - Rasul Seyidli - Seymur Jafarov | 28.020 | Royaume-Uni- Louis Alexander - Freddie Turner - Rex Booth - Samuel Ditchburn      | 27.930 |
| Groupe femmes   |                                                                  |        |                                                                                   |        |                                                                                   |        |
| Général         | Portugal 2- Alicia Santos - Leonor Carreira - Ema Fernandes      | 84.570 | Israël 2- Ori Dekel - Sivan Gerber - Roni Rotman                                  | 83.540 | Ukraine- Elina Kozachanska - Alina Puhach - Karina Ostrovska                      | 83.520 |
| Statique        | Portugal 2- Alicia Santos - Leonor Carreira - Ema Fernandes      | 29.440 | Israël 2- Ori Dekel - Sivan Gerber - Roni Rotman                                  | 29.120 | Pays-Bas- Amilyah Daal - Esmee de Graaf - Inge Speerstra                          | 28.670 |
| Dynamique       | Portugal 2- Alicia Santos - Leonor Carreira - Ema Fernandes      | 27.770 | Israël 1- Lia Bar Noy - Michal Stratievsky - Nikol Aleinik                        | 27.740 | Azerbaïdjan- Anahita Bashiri - Zahra Rashidova - Nazrin Zeyniyeva                 | 27.620 |